# جزيرة لينداو

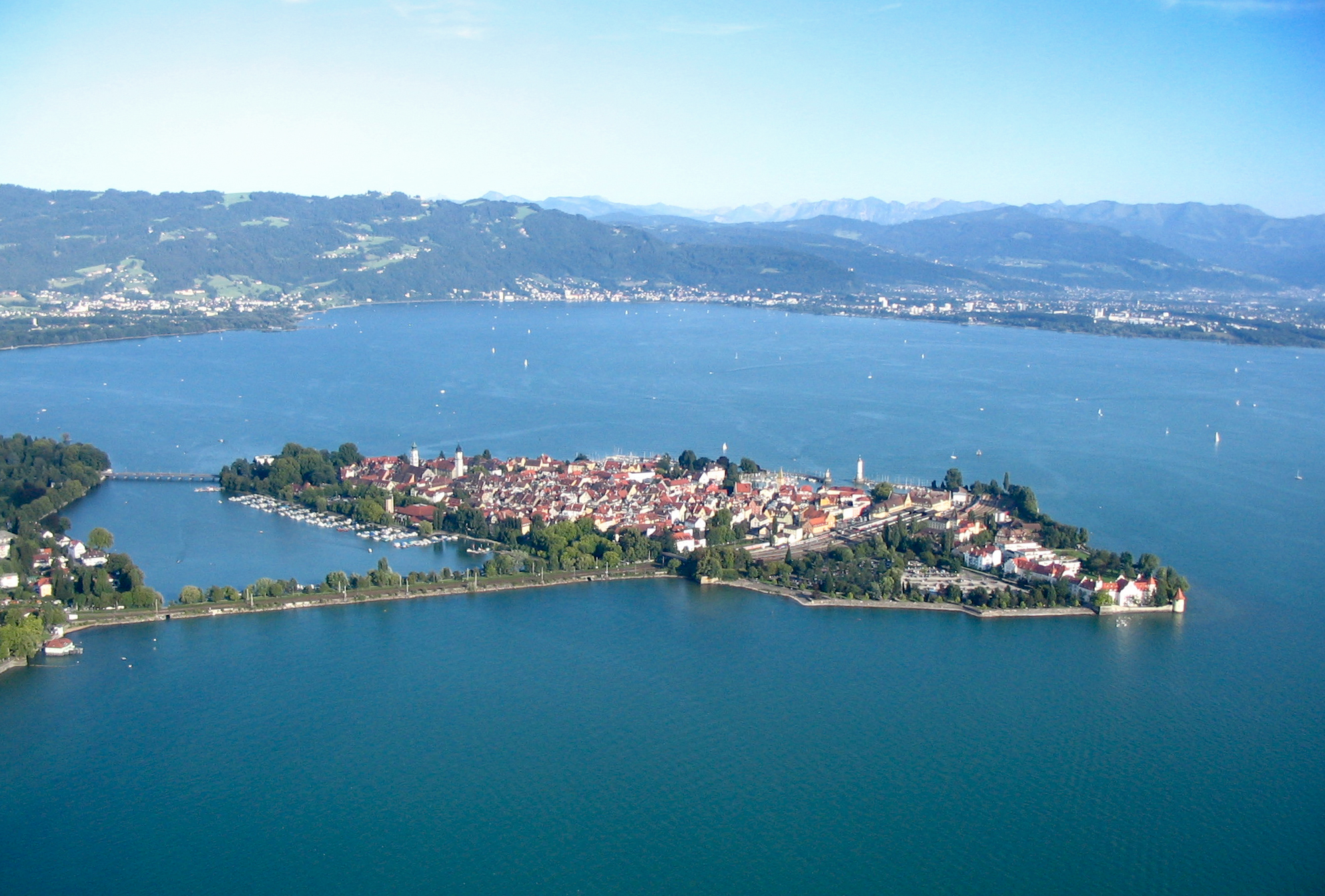
جزيرة لينداو

جزيرة لينداو، (الإنجليزية:Reichenau Island) لينداو (رسميا باللغة الألمانية: لينداو (بودينسي)) هي مدينة كبيرة وجزيرة على الجانب الشرقي من بحيرة كونستانس (بحيرة كونستانس باللغة الألمانية). هي عاصمة مقاطعة لينداو، بافاريا،

## الموقع
تقع بالقرب من حدود النمسا (فورارلبرغ) وسويسرا (سانت غالن وثورغاو). شعار النبالة من بلدة لينداو هو شجرة الزيزفون، في إشارة إلى أصل اسم البلدة (Linde تعني شجرة الزيزفون باللغة الألمانية). تقع مدينة لينداو التاريخية على جزيرة تبلغ مساحتها 0.68 كيلومتر مربع (0.26 ميل مربع) ، وهي متصلة بالبر الرئيسي عن طريق جسر مروري وطريق سكة حديد يؤدي إلى محطة لينداو.